# یواس‌اس هرندان (دی‌دی-۱۹۸)
یواس‌اس هرندان (دی‌دی-۱۹۸) (به انگلیسی: USS Herndon (DD-198)) ) یک ناوشکن از کلاس کلمسان بود در نیروی دریایی ایالات متحده بود. هرندون با عنوان CG-17 در گارد ساحلی ایالات متحده خدمت می‌کرد و بعداً با عنوان اچ‌ام‌اس چرچیل به نیروی دریایی پادشاهی و بعداً با عنوان دیاتلنی به نیروی دریایی شوروی منتقل شد.